# Horismenus graciliventris
Horismenus graciliventris är en stekelart som först beskrevs av Girault 1916.  Horismenus graciliventris ingår i släktet Horismenus och familjen finglanssteklar. Inga underarter finns listade i Catalogue of Life.